# Ultima ratio
Ultima ratio (łac. ostatni, decydujący argument; ostateczny środek) – określenie stosowane w prawie.
W prawie cywilnym stosowane zwłaszcza w odniesieniu do kontraktów, a dokładniej rzecz ujmując w stosunku do uprawnień przysługujących wierzycielowi wobec drugiej strony stosunku zobowiązaniowego. Tym terminem określa się uprawnienia, które pociągają za sobą najbardziej dotkliwe skutki dla dłużnika.
Prawo karne samo w sobie ma charakter ultima ratio, gdyż znajduje zastosowanie wówczas, gdy danego problemu społecznego nie da się rozwiązać innymi środkami. Z kolei „zasada ultima ratio” oznacza, że karę dotkliwszą wolno zastosować tylko wtedy, gdy kara łagodniejsza byłaby nieskuteczna.